# 악령의 퍼스트 파워
《악령의 퍼스트 파워》(영어: The First Power)는 미국에서 제작된 로버트 레스니코프 감독의 1990년 네오누아르 공포 영화이다. 루 다이아몬드 필립스 등이 출연하였고, 데이비드 매든 등이 제작에 참여하였다.
이 영화는 대체로 부정적인 평을 받았으나 금전적으로는 성공을 거두었다.

## 출연진
- 루 다이아몬드 필립스
- 트레이시 그리피스
- 제프 코버
- 마이클티 윌리엄슨
- 엘리자베스 알런
- 데니스 립스컴
- 카먼 아젠지애노
- 댄 털리스 주니어
- 그랜드 L. 부시
- 빌 모즐리
- 필립 애벗
- 스콧 로런스
- 줄리애나 매카시

## 기타 제작진
- 미술: 조지프 T. 개리티
- 의상: 팀 다시, 매릴린 밴스스트레이커